# Protestantyzm w Niemczech

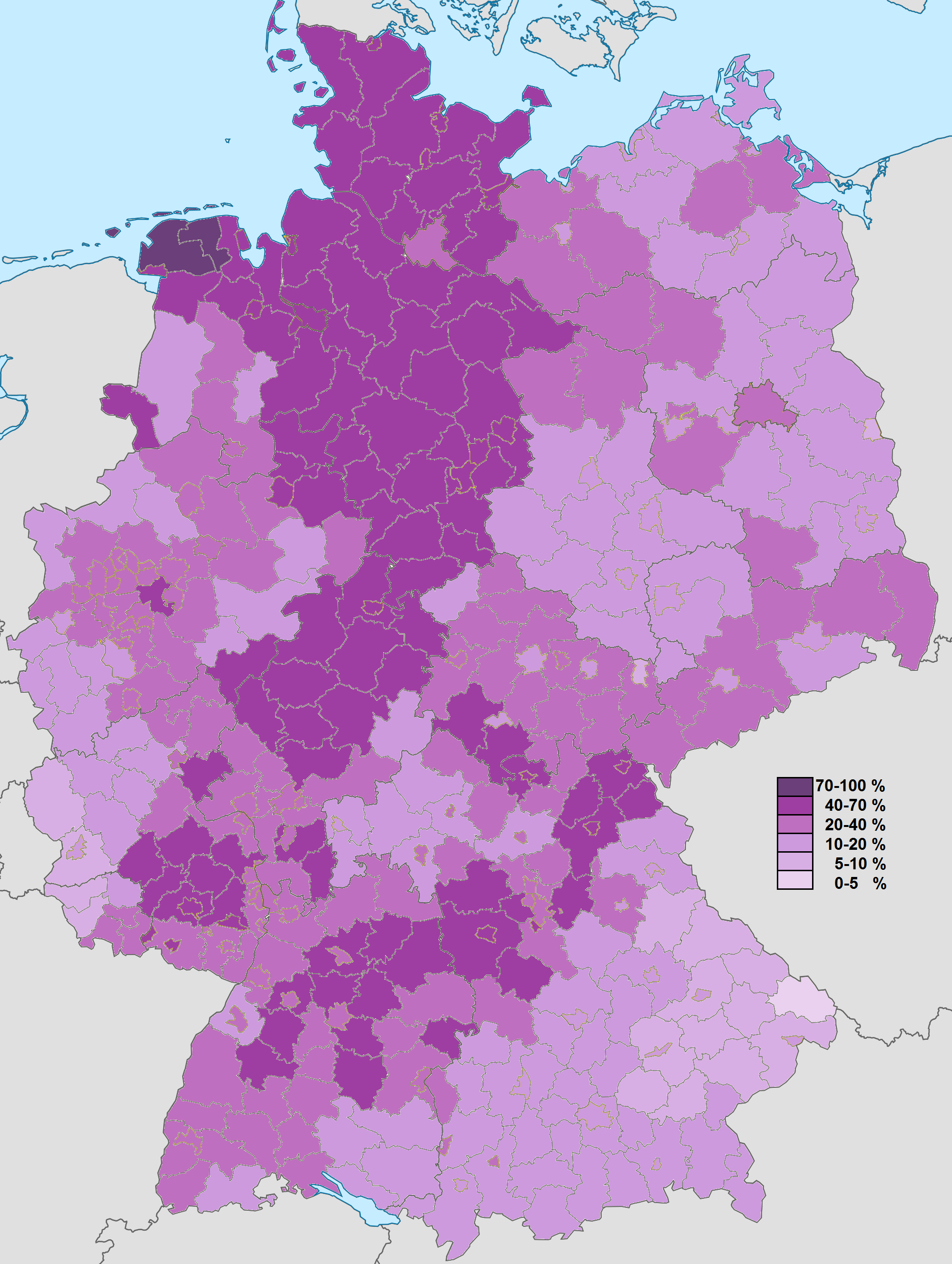
Występowanie protestantyzmu w Niemczech według spisu z 2011 roku

Protestantyzm w Niemczech – społeczność Kościołów protestanckich w Niemczech, składająca się głównie z Kościoła Ewangelickiego w Niemczech oraz wolnych kościołów ewangelikalnych.

## Historia
Protestantyzm w Niemczech bierze swoje początki w 1517 roku, kiedy Marcin Luter ogłosił swoje 95 tez, kwestionując nauczanie Kościoła katolickiego o odpustach. Początkowo Luter nie zamierzał doprowadzić do rozłamu w Kościele, mimo to podział nastąpił. Cesarstwo Rzymskie stało się domem dla wielu wyznań, w przeważającej części stany północne i środkowe Niemiec miały tendencję do przyjmowania protestantyzmu (głównie luteranizmu, ale także kalwinizm), podczas gdy stany południowe i Nadrenia w dużej mierze pozostały katolickie. Każdy książę miał wolny wybór religii dla jego stanu zgodnie z zasadą Cuius regio, eius religio.
Do lat siedemdziesiątych XX wieku protestanci przeważnie stanowili ponad połowę społeczeństwa. Później zaczął się spadek liczby członków Kościoła ewangelickiego, co widoczne jest w spisie z 1987 r.

## Obecnie
Największe wspólnoty związane z protestantyzmem według najnowszych danych stanowią:
| Denominacja                                         | Liczba członków/ochrzczonych | Liczba wiernych | Procent ludności | Źródło danych         |
| Kościół Ewangelicki w Niemczech                     |                              | 21 536 tys.     | 26%              | REMID, 2017           |
| Baptyści i mennonici (imigranci z byłego ZSRR)      |                              | 300 tys.        | 0,36%            | Bibelbund, 2017       |
| Związek Wolnych Zborów Ewangelicznych w Niemczech   | 82 357                       | 128 tys.        | 0,1%             | REMID, 2017           |
| Federacja Kościołów Zielonoświątkowych              | 56 275                       | 92 721          | 0,11%            | BFP, 2017             |
| Zjednoczony Kościół Metodystyczny                   |                              | 50 137          | 0,06%            | REMID, 2017           |
| Światowa Konferencja Mennonicka                     | 47 492                       |                 | 0,06%            | MWC, 2017             |
| Federacja Wolnych Kościołów Ewangelicznych          | 41 203                       |                 | 0,05%            | REMID, 2017           |
| Bracia plymuccy                                     | 36 tys.                      |                 | 0,04%            | REMID, 2017           |
| Cygański Ruch Ewangeliczny                          | 23,5 tys.                    | 47 tys.         | 0,06%            | Operation World, 2010 |
| Kościół Adwentystów Dnia Siódmego                   | 34 948                       |                 | 0,04%            | REMID, 2017           |
| Samodzielny Kościół Ewangelicko-Luterański          |                              | 33 474          | 0,04%            | REMID, 2017           |
| Braterstwo Wolnych Wspólnot Chrześcijańskich (ros.) |                              | 15,5 tys.       | 0,02%            | REMID, 2011           |

W roku 2017 liczba członków Kościoła ewangelickiego spadła do 21,5 mln. Za przyczynę ubytku wiernych odpowiadają przede wszystkim przemiany demograficzne, oraz laicyzacja. W 2017 zaledwie 7% protestantów twierdziło, że co tydzień uczęszcza do kościoła.